# Necturus alabamensis
Espèce
Statut de conservation UICN

 EN B2ab(iii) : En danger
Necturus alabamensis est une espèce d'urodèles de la famille des Proteidae.

## Répartition
Cette espèce est endémique de l'Alabama aux États-Unis. Elle se rencontre dans le haut bassin de la rivière Black Warrior.

## Description
Necturus alabamensis mesure de 150 à 248 mm à l'âge adulte. Son dos est brun ou noir et est peu ou pas taché. Son ventre est blanc généralement sans tache. Les individus les plus grands peuvent être atteints de mélanisme. Sa queue est comprimée latéralement. Les pattes présentent quatre orteils.

## Étymologie
Son nom d'espèce, composé de alabam[a] et du suffixe latin -ensis, « qui vit dans, qui habite », lui a été donné en référence au lieu de sa découverte, l'Alabama.

## Publication originale
- Viosca, 1937 : A tentative revision of the genus Necturus with descriptions of three new species from the southern Gulf Drainage area. Copeia, vol. 1937, no 2, p. 120-138.